# Philoponella divisa
Espèce
Philoponella divisa est une espèce d'araignées aranéomorphes de la famille des Uloboridae.

## Distribution
Cette espèce se rencontre en Colombie et au Brésil.

## Description
Les mâles mesurent de 2,6 à 3,4 mm et les femelles de 3,0 à 3,6 mm.

## Publication originale
- Opell, 1979 : Revision of the genera and tropical American species of the spider family Uloboridae. Bulletin of the Museum of Comparative Zoology, vol. 148, p. 443-549 (texte intégral).